# ABC・オブ・デス
『ABC・オブ・デス』(英:The ABCs of Death)は、2012年に世界各国の製作者・監督によって製作されたアメリカのアンソロジーコメディホラー映画。26の異なる短編映画から成り、それぞれが15か国から集まった異なる監督（ナチョ・ビガロンド、カーレ・アンドリュース、アダム・ウィンガード、サイモン・バレット、バンジョン・ピサヤタナクーン、ベン・ウィートリー、リー・ハードキャッスル、井口昇、タイ・ウェスト、アンジェラ・ベティスら）によって製作されている。
2012年には、トロント国際映画祭で先行上映された。2013年には、1月31日にVODとしてリリース、3月8日に劇場で上映された。 この映画のエンド・クレジットにはオーストラリアのバンド、Skyhooksの1974の曲、"Horror Movie"が使われている。続編のABC・オブ・デス2(英:ABCs of Death 2)は後に2014年、その次作、ABCs of Death 2.5(日本未公開)は2016年にリリースされた。

## ストーリー
この映画は26章に分かれており、アルファベットの26文字が異なる監督に割り当てられている。監督はそのアルファベットを頭文字とする単語を自由に選択し、それをテーマに死に関連する物語を作成した。 死の形は事故から殺人までバラエティーに富む。
26人目の監督を選ぶコンテストが開かれた。勝者はUK出身の監督、リー・ハードキャッスルで、彼はTの頭文字のためのクレイアニメを提出した。

## 内容
映画は不気味に血液が流れだす漏斗のクローズアップから始まる。血液は家の中の様々な部屋に溢れ出し、アルファベットが書いてある玩具ブロックのある小さな部屋の中を満たし始める。部屋が血で溢れかえると共にブロックが浮き上がり、タイトルを示すように並び変わる。映画を通して、短編の終わり、始まりの節々でこのブロックがタイトルを示すのに使われ、赤色の背景からフォーカスして現れ、フェードアウトして消える。
|   | 脚本・監督                               |
| - | ---------------------------------------- |
| A | ナチョ・ビガロンド                       |
| B | アドリアン・ガルシア・ボグリアーノ       |
| C | エルネスト・ディアス・エスピノーザ       |
| D | マルセル・サーミエント                   |
| E | アンジェラ・ベティス                     |
| F | 井口昇                                   |
| G | アンドリュー・トラウキ                   |
| H | トーマス・マリング                       |
| I | ホルヘ・ミッチェル・グラウ               |
| J | 山口雄大                                 |
| K | アンダース・モーガンタラー               |
| L | ティモ・ジャヤント                       |
| M | タイ・ウェスト                           |
| N | バンジョン・ピサヤタナクーン             |
| O | エレーヌ・カテトとブルーノ・フォルザーニ |
| P | サイモン・ラムリー                       |
| Q | アダム・ウィンガードとサイモン・バレット |
| R | スルジャン・スパソイェヴィッチ           |
| S | ジェイク・ウェスト                       |
| T | リー・ハードキャッスル                   |
| U | ベン・ウィートリー                       |
| V | カーレ・アンドリュース                   |
| W | ジョン・シュネップ                       |
| X | ザヴィエ・ジャン                         |
| Y | ジェイソン・アイズナー                   |
| Z | 西村喜廣                                 |